# NGC 3178
NGC 3178 este o emission-line galaxy⁠(d) situată în constelația Hidra. A fost descoperită în 16 martie 1836 de către John Herschel.